# Bertalan Papp
Bertalan Papp (Tiszacsege, 7 settembre 1913 – Budapest, 8 agosto 1992) è stato uno schermidore ungherese, vincitore di due medaglie d'oro nella scherma ai giochi olimpici.